# Christine Guénanten
Christine Guénanten, née à Vannes (Morbihan) le 1er novembre 1958, est une auteur et poète française.

## Biographie
Son père ouvrier, ayant été déporté en Allemagne pendant la guerre (STO, Service du travail obligatoire) et en étant revenu traumatisé et révolté, elle se réfugie dès l’enfance dans l’écriture de poèmes. Elle réside désormais à côté de Rennes.
Elle a publié une douzaine de livres (recueils de poèmes, contes et nouvelles, anthologies littéraires) et a reçu plusieurs prix littéraires :
- Prix de La Ville de Saint-Brieuc en 1985 pour l'Immensité du Sable, éditions Subervie.
- Prix Charles Vildrac de la Société des gens de lettres en 1987, décerné à l'hôtel Massa par Didier Decoin.
- Prix de La Fédération des Bretons de Paris pour l'ouvrage Au Clair-Obscur de l'aube.
- Prix du Mandat des Poètes en 1990 pour l'ensemble de son travail littéraire.

La Compagnie de théâtre Michjo (du Morbihan) propose un spectacle inspiré des livres de Christine Guénanten.